# ميل معدل الربح إلى الانخفاض
ميل معدل الربح إلى الانخفاض هو فرضية في الاقتصاد والاقتصاد السياسي، وضحها كارل ماركس في الفصل 13 من كتابه رأس المال، المجلد الثالث. أشار اقتصاديون مختلفون مثل آدم سميث، وجون ستيوارت مل، ودايفيد ريكاردو، وستانلي جيفونز صراحة إلى ميل معدل الربح إلى الانخفاض كظاهرة تجريبية تتطلب مزيدًا من التفسير النظري، لكنهم اختلفوا في ما يتعلق بأسباب حدوث هذه الظاهرة.
في مخطوطته جرندريسه لعام 1857، وصف ماركس ميل معدل الربح إلى الانحفاض بأنه «أهم قانون بالنسبة للاقتصاد السياسي»، وسعى إلى تقديم تفسير له بالارتكاز على نظريته حول تراكم رأس المال. في كتاب رأس المال، المجلد الثالث، وصف ماركس هذا الميل بأنه «اللغز الذي يدور حوله الاقتصاد السياسي برمّته منذ آدم سميث»، وقد اعتبر نظريته الخاصة لميل معدل الربح إلى الانخفاض «واحدة من أعظم الانتصارات» على جميع النظريات الاقتصادية السابقة. وضح الاتجاه بالفعل في الفصل 25 من كتاب رأس المال، المجلد الأول (حول «القانون العام لتراكم رأس المال»)، لكن في الجزء 3 من مسودة مخطوطة الكتاب نفسه، المجلد الثالث، والذي حرره فريدريك إنجلز بعد وفاة ماركس، توفّر تحليل مستفيض للنظرية الجديدة.
صرح جيفري هدجسون بأن نظرية ميل معدل الربح إلى الانخفاض «يعتبرها معظم الماركسيين العمود الفقري للماركسية الثورية. بحسب هذا الرأي، فإن دحضها سيؤدي إلى إعادة صياغة الماركسية نظريًا وعمليًا». صرح ستيفن كولنبرغ بأن ميل معدل الربح إلى الانخفاض «لا تزال واحدة من أهم القضايا التي نوقشت في الاقتصاد»، لأنها تطرح تساؤلًا وجوديًا متعلقًا بالرأسمالية وهو« إذا نمت الرأسمالية، فهل يؤدي هذا النمو إلى تقويض ظروف وجودها وبالتالي يدخلها في أزمة»؟
اعتبر ماركس ميل معدل الربح إلى الانخفاض دليلًا على أن الإنتاج الرأسمالي لا يمكن أن يكون شكلًا دائمًا من أشكال الإنتاج، لأن مبدأ الربح نفسه سينهار في النهاية. مع ذلك، وبما أن ماركس لم ينشر أبدًا أي مخطوطة عن ميل معدل الربح إلى الانخفاض بنفسه، ولأن هذا الاتجاه صعب الإثبات، أو الدحض، أو حتى القياس، ولأنه من الصعب اختبار وقياس معدل الربح، فإن هذه النظرية الخاصة بماركس ما تزال موضع جدل حول العالم.

## آدم سميث ودايفيد ريكاردو وكارل ماركس

### آدم سميث
في نظرية ميل معدل الربح إلى الانخفاض الخاصة بآدم سميث، ينشأ الاتجاه نحو الهبوط من نمو رأس المال الذي ترافقه زيادة في المنافسة. يمكن أن يؤدي نمو رأس المال نفسه إلى انخفاض متوسط معدلات الربح.

### دافيد ريكاردو
فسر دافيد ريكاردو نظرية معدل الربح لآدم سميث بشكل خاطئ، معتقدًا أن المنافسة المتزايدة تؤدي إلى انخفاض متوسط معدل الربح، فجادل بأن المنافسة يمكن أن تؤدي فقط إلى تسوية الفروقات في معدلات الربح على الاستثمارات في الإنتاج، ولكنها لن تُخفض معدل الربح العام. بغضّ النظر عن بعض الحالات الاستثنائية، ريكاردو يدعي أن متوسط معدل الربح يمكن أن ينخفض فقط في حال ارتفعت مستويات الأجور.

### كارل ماركس
في كتاب «رأس المال»، انتقد كارل ماركس فكرة دافيد ريكاردو. جادل ماركس بأن ميل معدل الربح إلى الانخفاض هو «تعبير خاص عن النمط الرأسمالي للتطور التدريجي للإنتاجية الاجتماعية لليد العاملة». لم ينكر ماركس أبدًا أن الأرباح يمكن أن تنخفض بصورة متقطعة لأسباب عديدة، لكنه اعتقد أن هناك سببًا هيكليًا لميل معدل الربح إلى الانخفاض، بغض النظر عن تقلبات السوق.
جادل ماركس بأن التطور التكنولوجي أتاح وسائل إنتاج أكثر كفاءة. ستزداد الإنتاجية المادية نتيجة لذلك، ما معناه أن كل وحدة من رأس المال المستثمر سيكون بإمكانها إعطاء ناتج أكبر. في الوقت نفسه، ستستبدل الابتكارات التكنولوجية الأشخاص بالآلات، وستنخفض التركيبة العضوية لرأس المال. إذا افترضنا أن اليد العاملة هي الوحيدة القادرة على إنتاج قيمة إضافية جديدة، فإن هذا الإنتاج المادي الأكبر سيجسد قيمة متناقصة تدريجيًا، وقيمة فائضة بالنسبة لقيمة رأس المال المستثمر، وعليه، فإن متوسط معدل الربح يميل للانخفاض على المدى الطويل.

جادل ماركس أن معدل الربح سينخفض على المدى الطويل، ليس لأن الإنتاجية قد تراجعت، وإنما لأنها زادت، مدعومة باستثمار أكبر في المعدات والمواد. ذكرت روزا لوكسمبورغ في كتابها عام 1899 الإصلاح الاجتماعي أم الثورة؟ :
يكمن تهديد وجود الرأسمالية في تقدمها السلس أكثر من الأزمات التي يمكن أن تواجهها. إنه تهديد الانخفاض المستمر في معدل الربح، ليس بسبب التناقض بين الإنتاج والتبادل، ولكن بسبب نمو إنتاجية اليد العاملة نفسها.
كانت الفكرة الأساسية لدى ماركس أن التقدم التكنولوجي الشامل  يميل إلى تقليل الاعتماد على اليد العاملة على المدى الطويل، وبالتالي سيؤدي إلى انخفاض معدل الربح نسبة إلى رأس المال الإنتاجي، بمعزل عن تقلبات السوق.

### ميول متناقضة
اعتبر ماركس أن ميل معدل الربح إلى الانخفاض هو ميل عام في تطور النمط الرأسمالي للإنتاج. لكنه مجرد ميل، لأن هناك «عوامل مضادة» لا يجب أن نغفلها، وهي عوامل ترفع معدل الربح في العادة. في مسودة مخطوطة حررها فريدريك إنجلز (لم ينشرها ماركس بنفسه)، ذكر ماركس ستة من هذه العوامل:
- استغلال أكبر كثافة للعمل (رفع معدل استغلال العمال).
- تخفيض الأجور لتصبح أقل من قيمة قوة اليد العاملة.
- تخفيض كلفة عناصر رأس المال الثابت بوسائل مختلفة.
- نمو فائض السكان النسبي (جيش الاحتياط لليد العاملة) الذي يظل عاطلاً عن العمل.
- التجارة الخارجية التي تخفض تكلفة المدخلات الصناعية والسلع الاستهلاكية.
- الزيادة في استخدام رأس المال من قبل الشركات المساهمة، وهو ما يؤدي إلى نقل جزء من تكاليف استخدام رأس المال في الإنتاج إلى الآخرين.[20]

مع ذلك، اعتقد ماركس أن الاتجاهات التعويضية لا يمكنها منع معدل الربح من الانخفاض.

### التأثيرات الأخرى
من الواضح أن هناك العديد من العوامل الأخرى المرتبطة بالربحية والتي لم يناقشها ماركس بالتفصيل، بما في ذلك:
- التخفيضات في وقت دوران رأس المال الصناعي (وخاصة استثمار رأس المال الثابت).[23]
- الاستهلاك المتسارع والإنتاجية الأسرع.[24]
- مستوى تضخم الأسعار لأنواع مختلفة من السلع والخدمات.[25]
- الضرائب، والرسوم، والمنح، والسياسات الائتمانية للحكومات، إضافة إلى تكاليف الفائدة والإيجارات.[26]
- استثمار رأس المال في مجالات من الإنتاج غير الرأسمالي، ما يقلل من التكوين العضوي لرأس المال.[27]
- الحروب العسكرية أو الإنفاق العسكري الذي يمكن أن يتسبب بتوقف الأصول الرأسمالية أو تدميرها، أو أن يحفز الإنتاج الحربي.[28]
- العوامل الديموغرافية.[29]
- التقدم في التكنولوجيا والثورات التكنولوجية التي تقلل من تكاليف المدخلات.[30]
- مدخلات الموارد الطبيعية البديلة، أو الزيادة في تكلفة مدخلات الموارد الطبيعية غير البديلة.[31]
- دمج الصناعات الناضجة ضمن أوليغارشية (حكم الأقلية) من الناجين.[32]
- لا تجذب القطاعات الناضجة رؤوس أموال جديدة بسبب انخفاض عوائدها.
- استخدام أدوات الائتمان بهدف خفض التكاليف الرأسمالية للإنتاج الجديد.

## نظر أيضًا
- أزمة مالية
- معدل العائد الداخلي
- اقتصاد الحالة الثابتة